# Relations entre l'Arménie et la Turquie
Les relations entre l'Arménie et la Turquie ont toujours été particulièrement tendues par un certain nombre de questions historiques et politiques, en particulier le génocide arménien. En 1991, la Turquie a reconnu l'État arménien, peu après son indépendance. Toutefois, il n'existe pas de relations diplomatiques officielles entre les deux États, malgré les accords signés entre les deux pays, le 10 octobre 2009, à Zurich, qui envisageaient cette normalisation. En effet, peu après, la Turquie a conditionné cette normalisation à un règlement, favorable à son allié azerbaïdjanais, de la question du Haut-Karabagh. L'Arménie, face à cette condition, décida de ne pas donner suite à une éventuelle ratification des accords de Zurich.
Précédemment, en 1993, en pleine guerre du Haut-Karabagh, la Turquie avait, pour soutenir son allié azerbaïdjanais, décidé de fermer ses 268 km de frontière commune avec l'Arménie. 
Le 11 mai 2018, le Premier ministre turc Binali Yıldırım déclare « Si l'Arménie renonce à la politique hostile qu'elle mène depuis plusieurs années contre la Turquie, si elle change son approche négative au sujet des frontières et de l'intégrité territoriale de la Turquie et qu'elle veut ouvrir une nouvelle page, nous y répondrons en examinant les détails », après que le Premier ministre arménien Nikol Pachinian, arrivé au pouvoir après la révolution arménienne de 2018 qui a mené à la démission de Serge Sarkissian, avait évoqué une normalisation des relations entre les deux pays sans condition préalable. 
La Turquie appuie militairement l’Azerbaïdjan lors de la guerre l'opposant en 2020 à l’Arménie, lui procurant notamment des mercenaires syriens et libyens.